# Université Antonio Nariño
Pour les articles homonymes, voir Nariño (homonymie).
L'université Antonio Nariño (en espagnol : Universidad Antonio Nariño ou UAN) est une institution privée d'enseignement supérieur. Son siège principal se trouve dans la ville de Bogota, plusieurs autres antennes se trouvant dans les principales villes de Colombie. 

## Historique
L'université Antonio Nariño est créée le 7 mars 1976 dans les anciens bâtiments de l'école de médecine de l'université pontificale Javeriana à Bogota.